# Paramesturus
Paramesturus è un genere estinto di pesce osseo appartenente all'ordine Pycnodontiformes, vissuto nel Cretaceo inferiore (Aptiano inferiore). I suoi fossili sono stati rinvenuti nei depositi marini di Helgoland, in Germania.

## Descrizione
Paramesturus era un pesce picnodonte caratterizzato da un muso corto e da un cranio con due ossa dermosupraoccipitali. La mandibola possedeva due rami distinti, mentre il premascellare e il dentale erano dotati di denti stiliformi. Il parasfenoide era corto e rettilineo, mentre i denti vomerini presentavano cuspidi ben sviluppate. Una caratteristica distintiva di Paramesturus era la presenza di piccole placche ossee (tessere) che ricoprivano la regione golare. Questi elementi anatomici lo collocano all'interno dei Gyrodontidae, un gruppo di picnodonti caratterizzati da dentature specializzate e adattamenti per la vita in ambienti marini.

## Classificazione
Paramesturus venne descritto per la prima volta nel 1981 da Louis Taverne, il quale lo ascrisse alla famiglia Mesturidae. Una ridescrizione operata dallo stesso Taverne nel 2014 ha indicato però che Paramesturus appartiene alla famiglia Gyrodontidae. Alcune caratteristiche distintive lo separano dalla famiglia Mesturidae, tra cui la presenza di infraorbitali ben differenziati, una porzione parachordale del parasfenoide corta e moderatamente allargata e scaglie prive di ganoina.
All'interno della famiglia Gyrodontidae, Paramesturus si distingue dal genere Gyrodus per diverse caratteristiche anatomiche. Il mesetmoide non è in contatto con il parasfenoide. Il parietale è escluso dal margine posteriore del cranio. La serie infraorbitale è completa. Il premascellare porta un solo dente. Queste caratteristiche suggeriscono un'evoluzione indipendente all'interno del gruppo, con adattamenti morfologici specifici.